# Rodney Hood
Rodney Michael Hood, né le 20 octobre 1992 à Meridian au Mississippi (États-Unis), est un joueur américain de basket-ball. Il mesure 2,02 m, et évolue au poste d'ailier voire d'arrière.

## Carrière universitaire
En 2011, il rejoint les Bulldogs de Mississippi State en NCAA. Pour sa première saison en NCAA, il est nommé dans la SEC All-Freshman Team 2012. En 32 matchs (dont 29 en tant que titulaire), il a des moyennes de 10,3 points, 4,8 rebonds et 2,0 passes décisives en 32,8 minutes par match. En juillet 2012, il est transféré à l'université Duke.
En 2013, pour sa deuxième année en NCAA, il joue pour les Blue Devils de Duke où se trouve notamment Jabari Parker. À la fin de la saison, il est nommé dans la All-ACC second team 2014. En 35 matchs, il a des moyennes de 16,1 points, 3,9 rebonds et 2,1 passes décisives en 32,9 minutes par match.
Le 17 avril 2014, il annonce qu'il se présente à la draft 2014 de la NBA.

## Carrière professionnelle
Hood est choisi en 23e place par le Jazz de l'Utah lors de la draft 2014 de la NBA.
Le 11 juillet 2014, il signe son premier contrat professionnel avec le Jazz et participe à la NBA Summer League de Las Vegas.
Le 4 février 2018, Rodney Hood est transféré par le Jazz aux Cavaliers de Cleveland.
Le 1er juillet 2019, il se réengage avec les Trail Blazers de Portland pour deux ans et un contrat de 16 millions de dollars à la clé.
Le 25 mars 2021, Hood est envoyé aux Raptors de Toronto avec Gary Trent Jr. contre Norman Powell.
En août 2021, Hood s'engage pour une saison avec le champion en titre, les Bucks de Milwaukee.
En février 2022, il est transféré aux Clippers de Los Angeles dans un échange à quatre équipes,.
En novembre 2024, Hood annonce sa retraite sportive.

## Clubs successifs
- 2011-2012 :  Bulldogs de Mississippi State (NCAA)
- 2013-2014 :  Blue Devils de Duke (NCAA)
- 2014-2018 :  Jazz de l'Utah (NBA)
- 2018-2019 :  Cavaliers de Cleveland (NBA)
- 2019-mars 2021 :  Trail Blazers de Portland (NBA)
- 2021-août 2021 :  Raptors de Toronto (NBA)
- 2021-février 2022 :  Bucks de Milwaukee (NBA)
- février-avril 2022 :  Clippers de Los Angeles (NBA)

## Palmarès

### Universitaire
- SEC All-Freshman Team (2012)
- Second team All-ACC (2014)
- Second team All-ACC Tournament (2014)

### NBA
- Champion 2018 de la Conférence Est de la NBA avec les Cavaliers de Cleveland

## Statistiques

### Universitaires
Les statistiques en matchs universitaires de Rodney Hood sont les suivantes :
| Saison    | Équipe            | Matchs | Titul. | Min./m | % Tir | % 3pts | % LF | Rbds/m. | Pass/m. | Int/m. | Ctr/m. | Pts/m. |
| --------- | ----------------- | ------ | ------ | ------ | ----- | ------ | ---- | ------- | ------- | ------ | ------ | ------ |
| 2011-2012 | Mississippi State | 32     | 29     | 32,9   | 44,3  | 36,4   | 65,9 | 4,78    | 2,00    | 0,41   | 0,44   | 10,25  |
| 2013-2014 | Duke              | 35     | 33     | 32,9   | 46,4  | 42,0   | 80,1 | 3,94    | 2,14    | 0,74   | 0,26   | 16,06  |
| Total     | Total             | 67     | 62     | 32,9   | 45,5  | 39,6   | 76,8 | 4,34    | 2,07    | 0,58   | 0,34   | 13,28  |

## Professionnels

### Saison régulière NBA
| Saison    | Équipe    | Matchs | Titul. | Min./m | % Tir | % 3pts | % LF | Rbds/m. | Pass/m. | Int/m. | Ctr/m. | Pts/m. |
| --------- | --------- | ------ | ------ | ------ | ----- | ------ | ---- | ------- | ------- | ------ | ------ | ------ |
| 2014-2015 | Utah      | 50     | 21     | 21,3   | 41,4  | 36,5   | 76,2 | 2,34    | 1,66    | 0,60   | 0,24   | 8,66   |
| 2015-2016 | Utah      | 79     | 79     | 32,2   | 42,0  | 35,9   | 86,0 | 3,38    | 2,70    | 0,92   | 0,20   | 14,54  |
| 2016-2017 | Utah      | 59     | 55     | 27,0   | 40,9  | 37,3   | 78,3 | 3,42    | 1,63    | 0,64   | 0,19   | 12,68  |
| 2017-2018 | Utah      | 39     | 12     | 27,8   | 42,4  | 38,9   | 87,6 | 2,80    | 1,70    | 0,80   | 0,20   | 16,80  |
| 2017-2018 | Cleveland | 21     | 11     | 25,3   | 44,2  | 35,2   | 81,3 | 2,60    | 1,40    | 0,70   | 0,20   | 10,80  |
| 2018-2019 | Cleveland | 45     | 45     | 27,4   | 42,7  | 36,2   | 91,2 | 2,50    | 2,00    | 0,80   | 0,10   | 12,20  |
| 2018-2019 | Portland  | 27     | 4      | 24,4   | 45,2  | 34,5   | 80,5 | 1,70    | 1,30    | 0,80   | 0,30   | 9,60   |
| 2019-2020 | Portland  | 21     | 21     | 29,5   | 50,6  | 49,3   | 77,8 | 3,40    | 1,50    | 0,80   | 0,20   | 11,00  |
| 2020-2021 | Portland  | 38     | 5      | 19,1   | 36,3  | 29,8   | 75,0 | 1,90    | 1,20    | 0,50   | 0,10   | 4,70   |
| 2020-2021 | Toronto   | 17     | 0      | 12,7   | 35,6  | 31,0   | 93,8 | 1,80    | 0,40    | 0,20   | 0,20   | 3,90   |
| Total     | Total     | 396    | 253    | 25,9   | 42,2  | 36,7   | 83,9 | 2,70    | 1,80    | 0,70   | 0,20   | 11,30  |

Mise à jour le 5 octobre 2021

### Playoffs NBA
| Saison | Équipe    | Matchs | Titul. | Min./m | % Tir | % 3pts | % LF | Rbds/m. | Pass/m. | Int/m. | Ctr/m. | Pts/m. |
| ------ | --------- | ------ | ------ | ------ | ----- | ------ | ---- | ------- | ------- | ------ | ------ | ------ |
| 2017   | Utah      | 11     | 0      | 25,2   | 35,2  | 26,0   | 61,1 | 2,82    | 1,09    | 0,45   | 0,00   | 8,91   |
| 2018   | Cleveland | 17     | 1      | 15,3   | 42,4  | 16,7   | 75,0 | 1,80    | 1,10    | 0,30   | 0,20   | 5,40   |
| 2019   | Portland  | 16     | 0      | 23,3   | 46,8  | 35,3   | 81,8 | 2,30    | 0,90    | 0,40   | 0,20   | 9,90   |
| Total  | Total     | 44     | 1      | 20,7   | 41,6  | 28,0   | 75,7 | 2,20    | 1,00    | 0,40   | 0,20   | 7,90   |

Mise à jour le 5 octobre 2021

## Records sur une rencontre en NBA
Les records personnels de Rodney Hood en NBA sont les suivants, :
| Type de statistique        | Saison régulière | Saison régulière            | Saison régulière | Playoffs | Playoffs                   | Playoffs      |
| Type de statistique        | Record           | Adversaire                  | Date             | Record   | Adversaire                 | Date          |
| -------------------------- | ---------------- | --------------------------- | ---------------- | -------- | -------------------------- | ------------- |
| Points                     | 32               | Grizzlies de Memphis        | 2 janvier 2016   | 25       | Nuggets de Denver          | 9 mai 2019    |
| Paniers marqués            | 12               | 4 fois                      | 4 fois           | 8        | Nuggets de Denver          | 9 mai 2019    |
| Paniers tentés             | 26               | @ Mavericks de Dallas       | 9 février 2016   | 17       | @ Clippers de Los Angeles  | 25 avril 2017 |
| Paniers à 3 points réussis | 8                | Lakers de Los Angeles       | 28 mars 2016     | 4        | @ Clippers de Los Angeles  | 25 avril 2017 |
| Paniers à 3 points tentés  | 13               | @ Magic d'Orlando           | 18 novembre 2017 | 10       | @ Clippers de Los Angeles  | 25 avril 2017 |
| Lancers francs réussis     | 9                | 76ers de Philadelphie       | 7 novembre 2017  | 7        | @ Warriors de Golden State | 14 mai 2019   |
| Lancers francs tentés      | 10               | 76ers de Philadelphie       | 7 novembre 2017  | 9        | Nuggets de Denver          | 9 mai 2019    |
| Rebonds offensifs          | 4                | Mavericks de Dallas         | 19 mars 2021     | 3        | 2 fois                     | 2 fois        |
| Rebonds défensifs          | 8                | Kings de Sacramento         | 8 avril 2015     | 5        | 3 fois                     | 3 fois        |
| Rebonds totaux             | 8                | 4 fois                      | 4 fois           | 8        | Warriors de Golden State   | 8 juin 2018   |
| Passes décisives           | 8                | @ Trail Blazers de Portland | 11 avril 2015    | 3        | 4 fois                     | 4 fois        |
| Interceptions              | 5                | Rockets de Houston          | 23 février 2016  | 2        | 3 fois                     | 3 fois        |
| Contres                    | 3                | Grizzlies de Memphis        | 7 novembre 2015  | 3        | @ Nuggets de Denver        | 1er mai 2019  |
| Balles perdues             | 5                | @ Wizards de Washington     | 18 février 2016  | 2        | 7 fois                     | 7 fois        |
| Minutes jouées             | 46               | Clippers de Los Angeles     | 8 avril 2016     | 40       | Warriors de Golden State   | 20 mai 2019   |

- Double-double : 0
- Triple-double : 0

Dernière mise à jour : 16 juillet 2022